# Seseli devenyense
Seseli devenyense är en flockblommig växtart som beskrevs av Lajos von Simonkai. Seseli devenyense ingår i släktet säfferötter, och familjen flockblommiga växter. Inga underarter finns listade i Catalogue of Life.